# 不定愁訴
不定愁訴（ふていしゅうそ）は、臨床用語で、患者からの「頭が重い」、「イライラする」、「疲労感が取れない」、「よく眠れない」などの、「なんとなく体調が悪い」という強く主観的な多岐にわたる自覚症状の訴えがあるものの、検査をしても客観的所見に乏しく、原因となる病気が見つからない状態を指す。
症状が安定しないため治療も難しく、周囲の理解も得られにくい。
この用語が誕生した明確な時期は不詳であり、1963年11月頃から出稿された第一製薬（第一三共ヘルスケアの前身）の静穏筋弛緩剤「トランコパール」のキャッチコピーのための造語であるとする説があるが、1962年11月・1963年4月の時点で既に医学雑誌での使用例が見られる。1964年には流行語となり、広く定着した。
治療法や支援方法については、「不定愁訴#管理」を参照。

## 診断
まずは一般的な身体的疾患の診察、検査を行う。身体表現性障害、心身症、軽症うつ病、気分変調症、パニック障害、全般性不安障害、心的外傷後ストレス障害、急性ストレス反応、適応障害などの可能性が含まれる。自律神経失調症と診断されることも多い。
さらに中重程度のうつ病でないことを明確に除外する。精神病、双極性障害、てんかん、行動障害、認知症、物質乱用などについても除外する。過去のストレス経験、自殺念慮、自傷行為の有無について問診する。

## 管理
不適切なセルフメディケーション（たとえばアルコール乱用や薬物乱用）につながらないように指導する。これらは依存症を引き起こし、症状を悪化させる。
- 抗うつ薬、抗不安剤（たとえばベンゾジアゼピン）は、専門医の助言なしには処方してはならない[7]。
- ビタミン剤注射やプラセボなどの、意味のない治療によって対応してはならない[7]。
- 患者がさらなる検査を求めている場合は、不必要な検査は有害な副作用を引き起こす可能性があることを伝えることも検討する（無駄な医療）[7]。

ストレス削減法（「ストレス管理」も参照）と、社会的ネットワークの再活性化を提案する。可能な限り、以前の社会活動（家族、友人、隣人、職場、スポーツ、地域活動）に参加を続けるよう提案する。呼吸法もアドバイスできる。
原因がパートナーの喪失にある場合は、患者と文化社会的に適切なプロセスについて話し合い、それを支援する。
その原因が重度のストレスに晒されたことによるもので、かつこれらを行っても症状が6か月以上続く場合は専門医へ紹介する。心的外傷後ストレス障害(PTSD)が疑われ、症状が1か月以上続く場合は専門医へ紹介する（「心的外傷後ストレス障害#治療」も参照）。また、認知行動療法の有効性も実証されている。

先進国であっても、ビタミン欠乏症やその他の必須栄養素の栄養失調を原因とする不定愁訴が、体力の無い子供、高齢者に見られる。
歯の嵌合改善で程度が軽くなったとする報告がある。